# Staraïa Maïna
Staraïa Maïna (Ста́рая Ма́йна) (avant 1917 également Bogoïavlenskoïe) est une commune urbaine de Russie, chef-lieu du raïon (arrondissement) de Staraïa Maïna de l'oblast d'Oulianovsk et de l'établissement urbain du même nom.

## Géographie
Staraïa Maïna se trouve sur la rive gauche de la Volga et du réservoir de Kouïbychev, à 68 km au nord-est d'Oulianovsk et à 34 km au nord de la gare de Tcherdakly sur la ligne Oulianovsk-Oufa.

## Nom
Son nom vient de la rivière Maïna. Son nom proviendrait de Maïnaj du dialecte koïbal (langue tataro-mongole), « antre de l'ours », ou de la langue yaghnobi signifiant « campement ». En vieux russe, Maïna signifie polynie, ou trou dans la glace. Staraïa signifie « vieille » pour différencier ce village, après la formation de deux autres localités: Maïna haute (Verkhniaïa Maïna) et Maïna moyenne (Sredniaïa Maïna).

## Histoire

### Préhistoire
D'après les archéologues, le territoire est habité depuis le IIIe – IVe siècle,. Ce sont d'abord des tribus protoslaves de la Moyenne-Volga (culture d'Imenkovo), caractérisées par de longues habitations. Deux traditions de poterie ont été identifiées dans la colonie de Staraïa Maïna pendant la grande période de migrations. Une tradition est associée à la population de la culture d'Imenkovo, la seconde - avec l'afflux au Ve siècle de la population du cours moyen de l'Oka et de l'interfleuve Oka-Soura, qui a apporté à la région de la Moyenne-Volga un complexe caractéristique de bijoux et détails de costumes de type Riazan-Oka. Le site archéologique de Staraïa Maïna est constitué du site Staraïa Maïna I, du site Staraïa Maïna II et du site Staraïa Maïna VI. Le plus ancien complexe de découvertes comprend une pièce de monnaie de l'empereur romain Gordien III (238-244), un péroné arqué avec une tige allongée et un pendentif en forme de croissant d'un cercle d'émaux champlevés. La superposition avec un anneau en rotation libre avec un épaississement dans la partie avant a des analogies dans les matériaux avec la culture de Lomovatovo, un pendentif en bronze moulé sous la forme d'une image stylisée d'un cheval, la technique de fabrication et l'ornementation étant similaires aux décorations des objets de type de la culture d'Azelino.

### Période médiévale
Pendant les cinq siècles suivants, les terres de la région appartiennent au Bulgares de la Volga. Dans le site de Staraïa Maina VI, des détails d'un ensemble de ceintures ont été trouvés - des boucles de type Tepsen qui présentent des analogies dans les matériaux avec le complexe archéologique de Tepsen près du village de Planerskoïe (Koktebel) en Crimée (VIIe – VIIIe siècles). Un fragment de la pointe de la ceinture a des analogies avec des vestiges trouvés dans la sépulture n° 3 du monticule (kourgan) n° 14 du tumulus de Novinkovskoïe II, la superposition avec l'anneau est identique aux matériaux de la nécropole de Krioukovsko-Koujnevka, la superposition de type turc oriental a des analogies à les trouvailles de Dag-Arazy dans les sépultures de Saïano-Altaï et Nevolino dans la région de la Kama; c'est une superposition quadrangulaire gauche à pente rectangulaire similaire aux matériaux de Tomnikov, Polom, Nevolino, Gorbouniat. La superposition arrondie et figurée du IXe siècle est similaire aux matériaux du cimetière de Dmitrievska, la superposition de crêtes est identique aux matériaux du cimetière de Mydlan-Chaï en Oudmourtie. La période pré-mongole comprend des superpositions de ceinture, des pendentifs en forme de poire, une cloche, des pointes de flèches, plus de trente spires d'ardoise (ardoise d'Ovroutch), des croissants moulés décorés de faux grain, un anneau temporel du style de Mourom. Les archéologues ont trouvé dans le site de Staraïa Maïna VI, un denier d'Europe occidentale d'Othon III et de l'impératrice Adélaïde (fin du Xe siècle). Il a été trouvé également à Staraïa Maïna une croix volumineuse de cuivre de style vieux russe avec des boules aux extrémités, en provenance de Gorodichtché de Bolgar.
Ensuite la région est prise par la Horde d'or. Quatre pièces de monnaie en cuivre du khan de Samarcande Khyzr (1360-1361), des fragments de céramique émaillée, un miroir en bronze blanc avec un décor d'une rosace à quatre pétales ont été trouvés sur le territoire de ces sites, ressemblant étroitement aux matériaux de la sépulture no 5 de la nécropole de l'île de Sable (Pestchany ostrov).
Après la chute de la Horde d'or, la région passe au khanat de Kazan. Après la défaite de Kazan, une première colonie paysanne est formée dans la seconde moitié du XVIIe siècle sous le nom de Votchina du Patriarche sur la Maïna. Selon la tradition, le village de Bogoïavlenskoïe (toponyme formé sur le nom de l'Épiphanie en russe) aurait été fondé par l'higoumène Guérassime avec des moines du monastère de l'Épiphanie de Kostroma en 1655-1661; mais constamment harcelés par les incursions de nomades, ils finissent par quitter les lieux.

### De sa fondation à 1918
La date officielle de fondation du village est considérée comme étant 1670, lorsqu'un fortin est construit sur la rivière Maïna. Le fortin s'étend sur 900 sajènes de longueur et 200 de largeur, avec douze tours sans passage et six tours avec passage reliées par de hautes palissades, le tout ceint d'un profond ravin. Le premier commandant du fortin de Maïna est Matveï Savelievitch Salov,. Cependant selon l'historien N. Zakhartchev, le village aurait été fondé en 1668 par le colonel G. Gaslavsk, avec un fortin pour le défendre.
En 1708, le village fait partie de l'ouïezd de Kazan du gouvernement de Kazan.

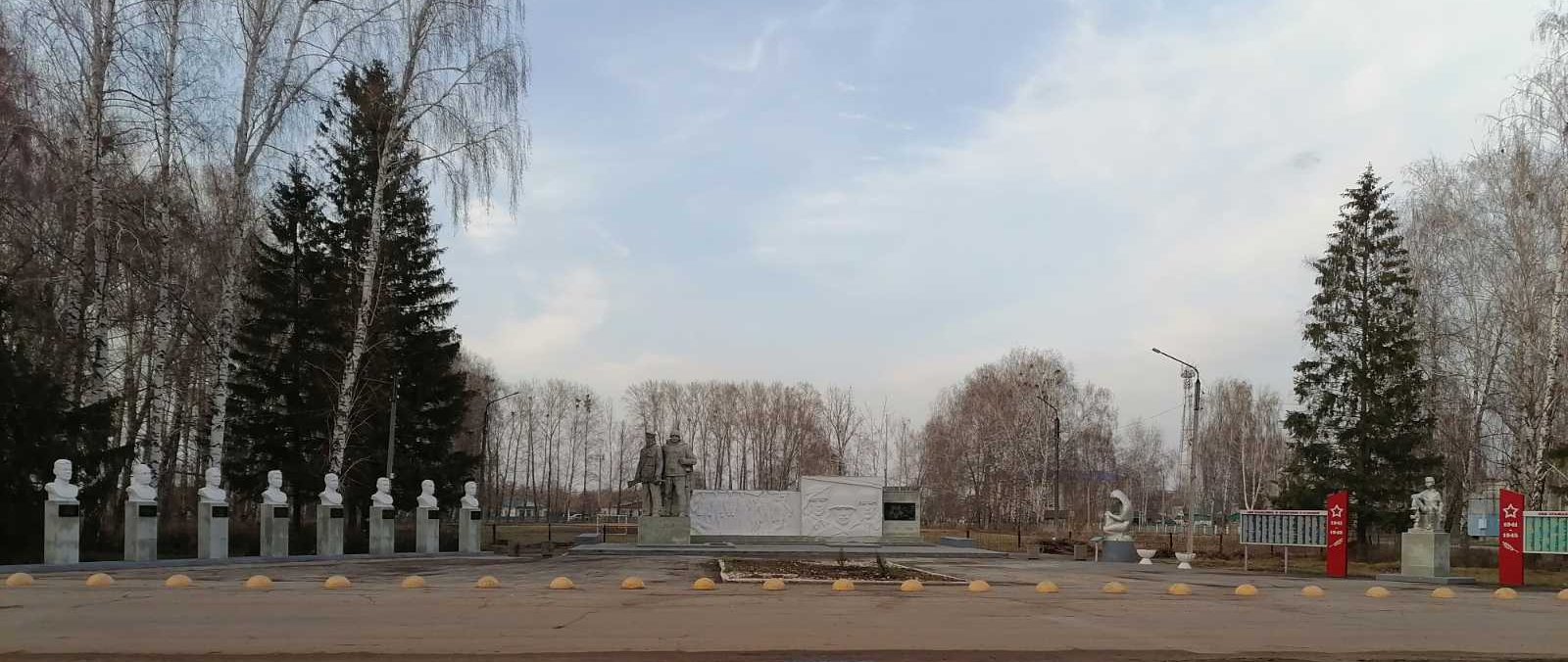
Place de la Victoire.

Le village prend un statut civil en 1734.
Une troupe de Pougatchev s'arrête au village en 1774 commandée par l'ataman Somov, et se retire vers Kazan

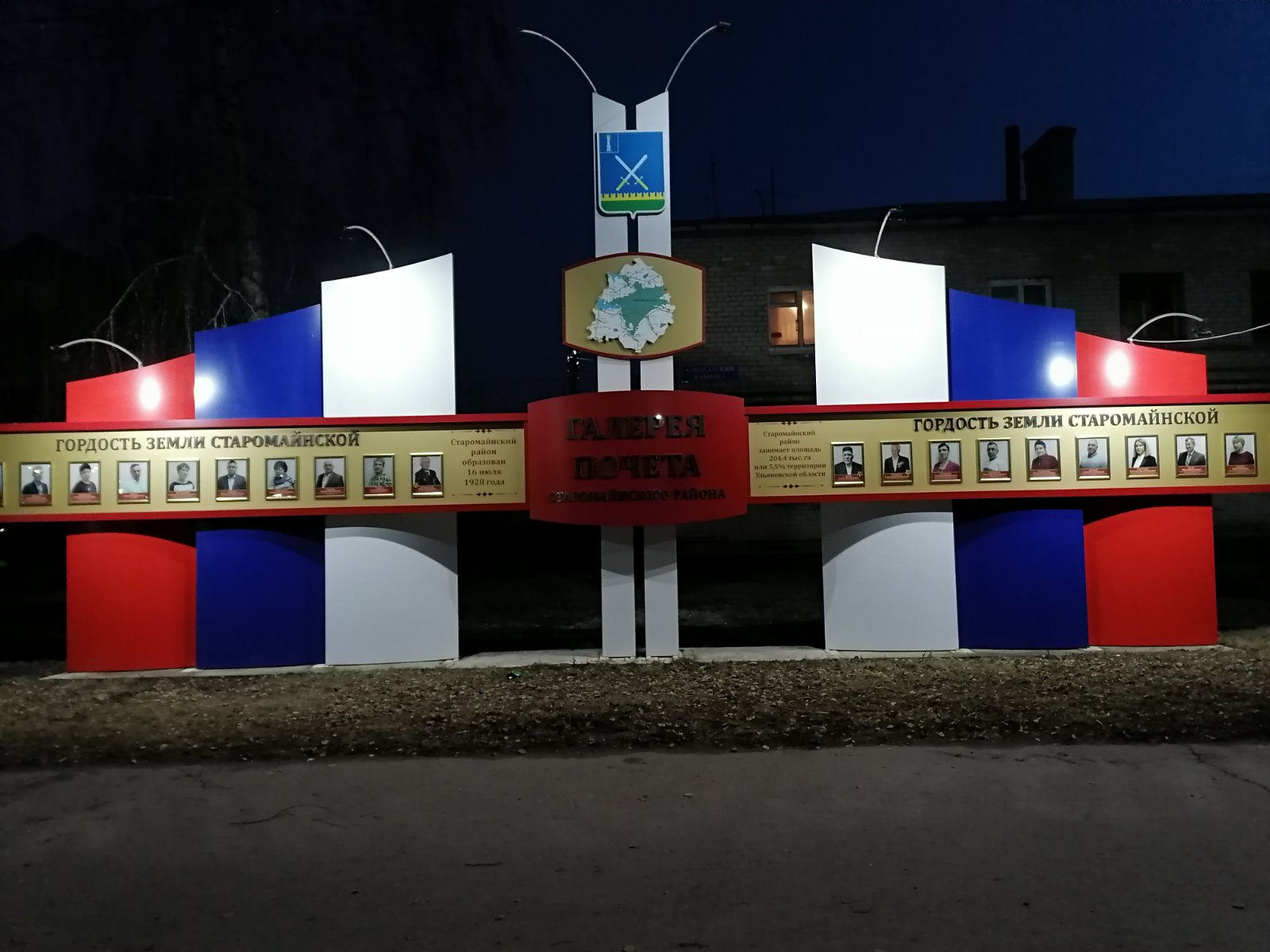
Tableau d'honneur.

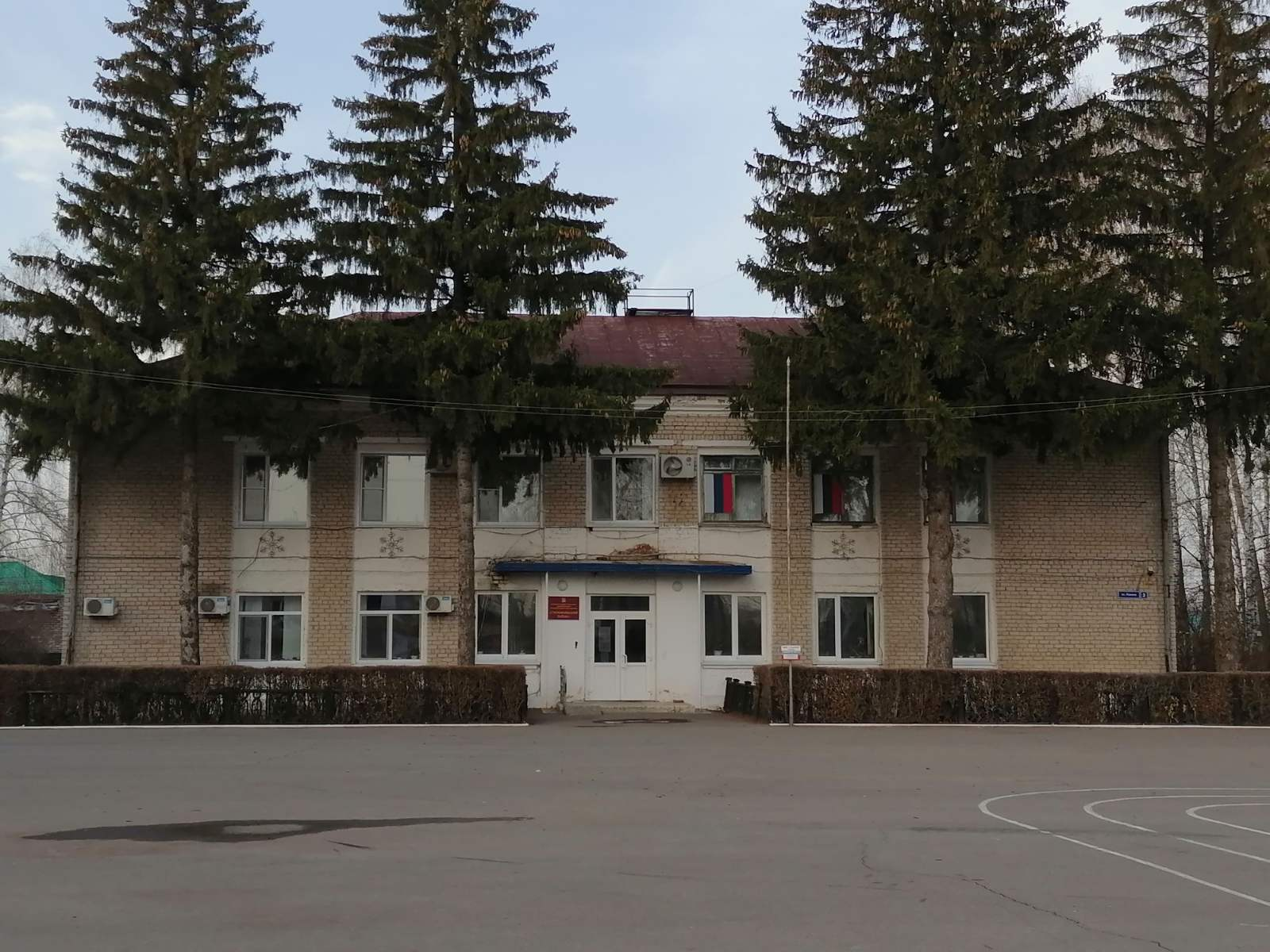
Siège administratif de Staraïa Maïna.

L'église de l'Épiphanie est construite en bois en 1777, elle est détruite plus tard par un incendie.
En 1780, le village selon la réforme administrative de Catherine II, fait partie de l'ouïezd de Stavropol de la province de Simbirsk, devenue gouvernement de Simbirsk en 1796. Une jetée sur la rivière permet aux bateaux d'acheminer le grain en direction d'Astrakhan.
Cinquante-six familles d'artisans et de fabricants de briques s'installent à la fin du XVIIIe siècle-début du XIXe au bord de la rivière Maly Avral et y fondent le village de Novaïa Maïna (Maïna la Nouvelle) et Maïna s'appelle dès lors Staraïa Maïna (Maïna la Vieille).
En 1851, Staraïa Maïna fait partie du gouvernement de Samara, toujours dans l'ouïezd de Stavropol. Le village compte 1 333 habitants de sexe masculin et 1 390 habitants de sexe féminin, une église, un marché et une jetée.
En 1861, Staraïa Maïna est le siège administratif de la volost de Staraïa Maïna. La première école de Russie préparant spécialement des institutrices d'écoles de village est ouverte à Staraïa Maïna en 1862.
Le village comprend en 1880 onze communautés paysannes, 1 205 hommes et 1 311 femmes. Il comprend en 1889 un nombre de 3 191 habitants des deux sexes, avec deux églises, un bureau de poste-télégraphe, un marché pour céréales, cinq moulins à vent, cinq moulins à eau et un moulin à vapeur. Une école est construite en 1898. En 1910, Staraïa Maïna est un siège de volost avec 4 063 habitants, quatre écoles (une école de zemtsvo pour garçons, une école de zemtsvo pour filles et deux écoles paroissiales) pour deux églises.

### Sous l'URSS puis la fédération de Russie
Le 21 juillet 1918, alors que la guerre civile bat son plein, une unité de dix marins de l'Armée rouge arrivée à bord d'un cuirassé débarque sur la jetée et se fait tuer par les paysans du village. Un obélisque a été érigé en leur mémoire.
En 1919, Staraïa Maïna est le siège de la volost du même nom de l'ouïezd de Melekess du gouvernement de Samara.
Le village devient le siège du raïon du même nom en 1928 de l'okroug d'Oulianovsk de l'oblast de la Moyenne-Volga (à partir de 1929, kraï de la Moyenne-Volga, puis en 1935: kraï de Kouïbychev et en 1936: oblast de Kouïbychev). Le sovkhoze de Iakovlev est formé le 16 août 1930.
En 1931, il fait partie du raïon de Tcherdakly du kraï de la Moyenne-Volga. La population passe à 4 225 habitants.
Le village redevient siège du raïon en 1935. Une école secondaire ouvre en 1937.
Le siège du raïon de Staraïa Maïna est installé au village à partir du 19 janvier 1943 et fait partie de l'oblast d'Oulianovsk.
Lorsqu'en 1952-1955, le réservoir de Kouïbychev est formé, la partie septentrionale du village est déplacée à un nouvel endroit. Les villages inondés de Nijniaïa Matrossovka, Golovkino, Stalino et Stary Ouren voient leur population réinstallées à Staraïa Maïna.
Le village obtient le statut de commune urbaine en 1967.
L'administration du raïon de Staraïa Maïna est formée en 1992 à la place du comité exécutif du raïon. Le 29 mai 2005, le bourg ouvrier de Staraïa Maïna devient le siège administratif de l'établissement urbain de Staraïa Maïna.

## Population
| Année | Habitants |
| ----- | --------- |
| 1855  | 2681      |
| 1928  | 3692      |
| 1959  | 4873      |
| 1970  | 4505      |
| 1979  | 5151      |
| 1989  | 6633      |
| 2002  | 6988      |
| 2010  | 6521      |
| 2017  | 6290      |
| 2021  | 5852      |

## Industrie
- Usine de produits laitiers,
- Briqueterie[18].
- Scierie[19].

## Infrastructures
- Plusieurs écoles[20],[21]

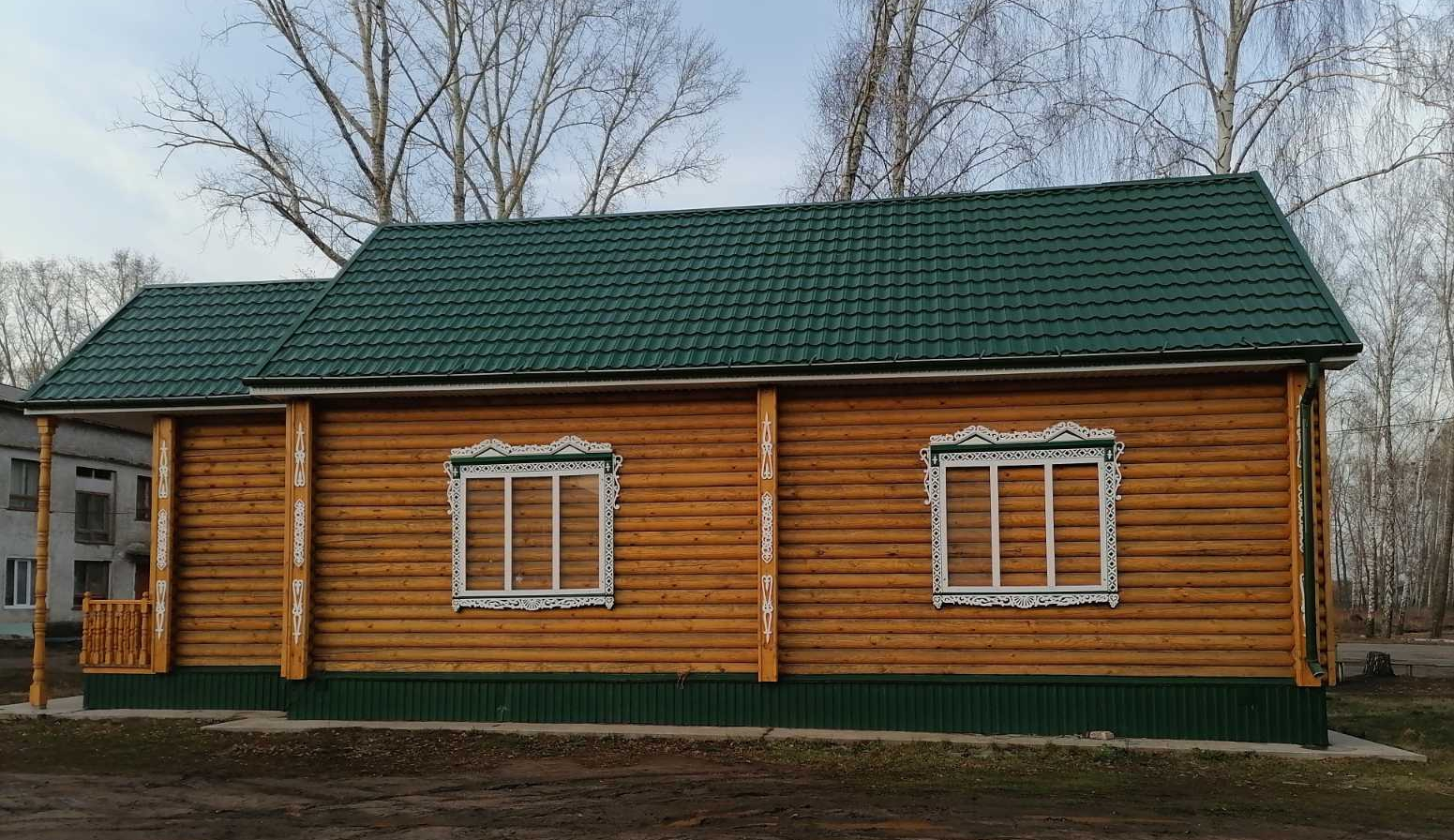
Musée régional de Staraïa Maïna.

- Institut supérieur d'enseignement technique agricole (inauguré en 2002)
- Club des cadets cosaques de Staraïa Maïna (inauguré en 2003)
- Musée de la forêt. Inauguré le 15 septembre 2016[22].
- Le musée régional se trouve au milieu du bourg[23].

## Église orthodoxe de Staraïa Maïna
La nouvelle église de l'Épiphanie est construite en 1823 à l'initiative du comte Dmitri Bloudov, et elle existe toujours avec diverses icônes de la Vierge particulièrement révérées. Elle dépend de l'éparchie de Melekess.
L'église, construite en 1872 et placée sous le vocable de saint Alexandre Nevski, est fermée en 1930 et détruite en 1955.

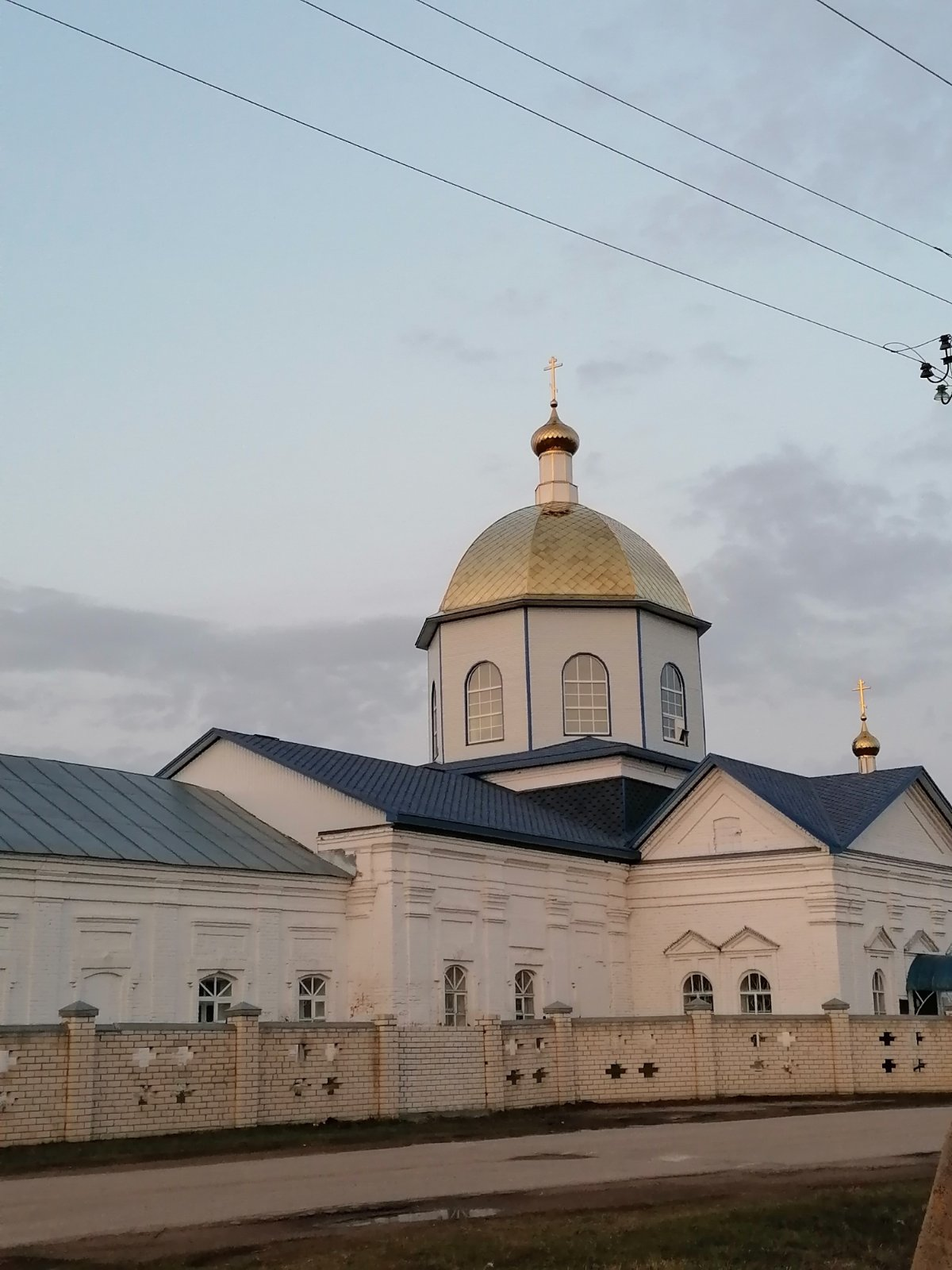
Vue de l'église de Staraïa Maïna.
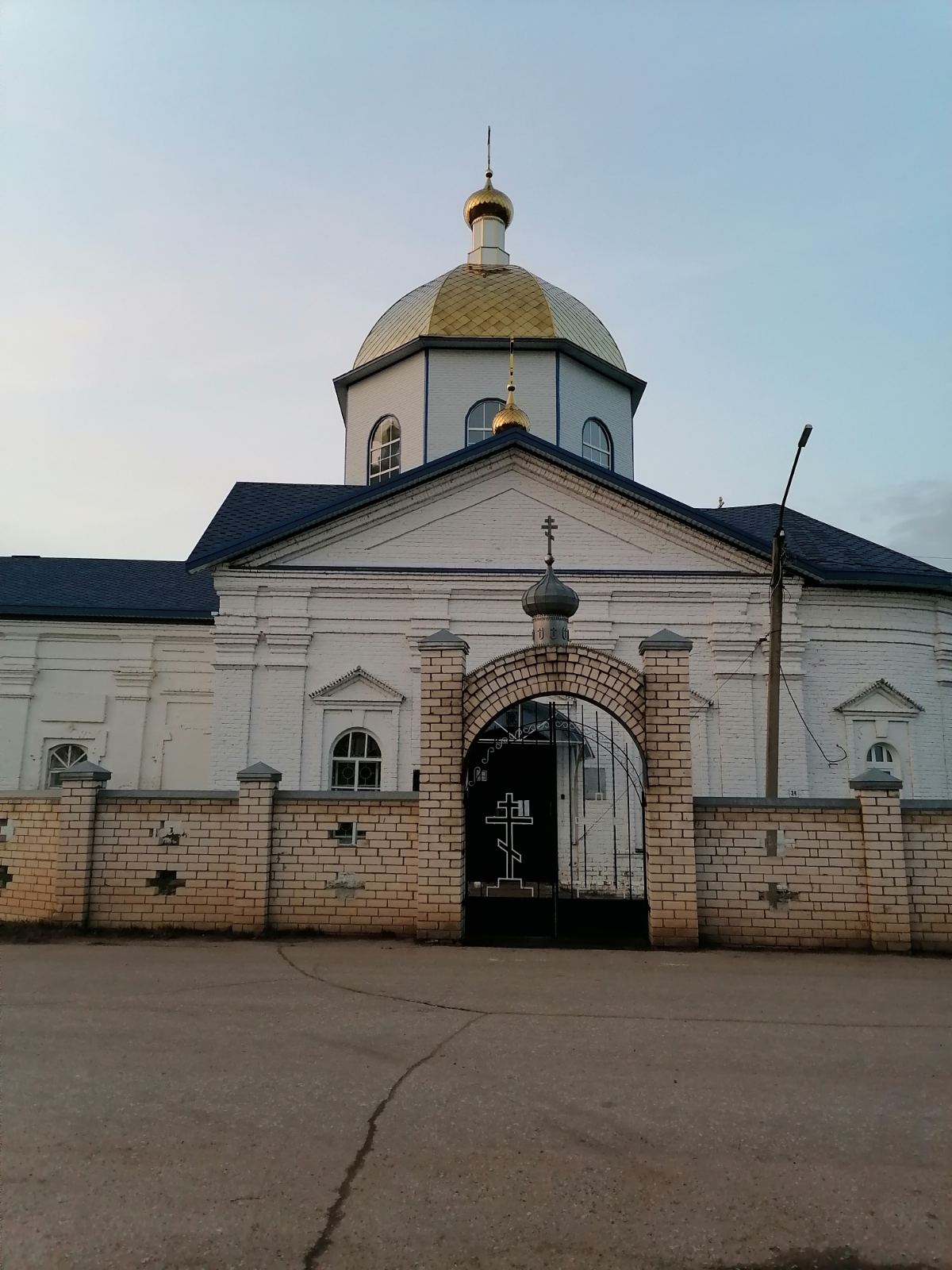
Entrée de l'église.
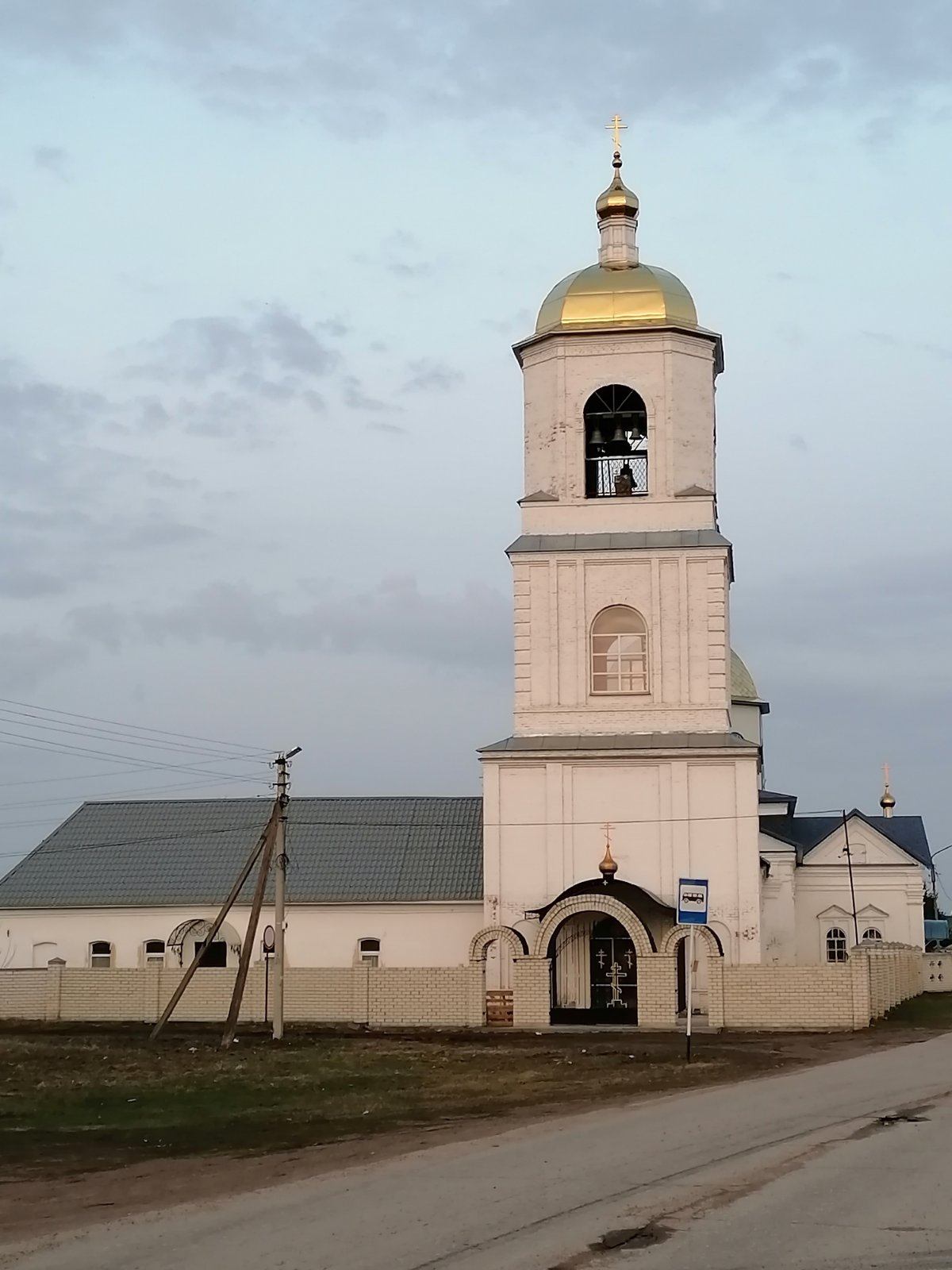
Clocher de l'église.